# Константій Ліпський
Константи Самуель Ліпський гербу Лада (пол. Konstanty Samuel Lipski, бл. 1622, с. Ліпе — 14 березня 1698) — польський римо-католицький релігійний діяч. Львівський латинський архієпископ. Небіж примаса Польщі Яна Ліпського.

## Життєпис

Варіант гербу Лада

Народився близько 1622 року (за іншими даними, 1625-го) в селі Ліпе (пол. Lipie) Равського воєводства. Був другим сином Францішек Фелікс Ліпський, каштелян сохачівський та равський. Мати — дружина батька Ядвіга Броховська. Граф на Ліпе.
Навчався в єзуїтів у Раві-Мазовецькій, Краківській академії, Грацькому університеті, в Італії (головно в Перуджі, вивчав канонічне і теологічне право). Наукового ступеня не здобув.
Першою його бенефіцією була препозитура кшеменицька (пол. Krzemienica, патронат над нею належав його родині), яку отримав ще до виїзду на навчання за кордон. Навчаючись за кордоном, став посідачем канонії в капітулі Гнезна, яку отримав від стрийка. На посаду вступив через заступника 23 жовтня 1640 (тоді мав нижчі ступені свячення).
Був деканом у Ґнєзно. Перед призначенням на посаду Львівського латинського архіиєпископа номінований королем Яном III Собеським найправдоподібніше на початку вересня 1677. Невдовзі король надав йому також посаду абата цистерсів у Єнджеюві. 7 вересня 1677 писав лист до Папи з проханням затвердити на посаді у Львові і зберегти єнджеювську, оскільки архієпископські доходи були скромними. Затвердження Папи отримав 17 березня 1681, а паллій 23 квітня. 16 жовтня 1681 року його заступник прийняв справи у Львові. Львівський канонік Анджей Хризостом Залуський привітав його з входженням на посаду.
Обінчав Стефана Александра Потоцького та його другу дружину Йоанну із Сенявських.
1683 року благословив короля Яна III перед походом до Відня у Жовкві; потім вітав його з перемогою.
Як львівський архиєпископ не відіграв значної ролі. Сприяв реставрації першої львівської фари — костелу Марії Сніжної. За його сприяння у Львівській катедрі, де згодом і був похований, збудували вівтар Святої Трійці.
Помер 14 березня 1698 року.